# Leonard Kleinrock
Leonard Kleinrock (13 de junio de 1934) es un científico de la computación y fue profesor de Ciencias de la Computación en la UCLA, autor de diversas contribuciones extremadamente importantes en el campo teórico de las redes de ordenadores. También desempeñó un papel importante en el desarrollo de la red ARPANET en UCLA.

## Biografía
Se graduó en la legendaria Bronx High School de ciencias en 1951, y se diplomó en ingeniería eléctrica en 1957 en el City College de Nueva York, tras lo cual obtuvo la licenciatura y el doctorado en Informática e Ingeniería Eléctrica en el MIT en 1959 y 1963, respectivamente. Se unió al personal de la UCLA, donde sigue hasta la fecha. Durante 1991-1995 fue catedrático del Departamento de Ciencia de la Computación.
Su obra más conocida y significativa es su trabajo en teoría de colas, que tiene aplicaciones en multitud de campos, entre ellos como fundamento matemático de la conmutación de paquetes, tecnología básica detrás de Internet. Su contribución inicial en este campo fue su tesis doctoral de 1962, publicada en forma de libro en 1964; más tarde publicaría diversas obras de referencia en la materia. Ha descrito su trabajo de la siguiente manera:

"Básicamente, lo que hice en mi investigación de tesis doctoral entre 1962–1964 fue establecer una teoría matemática de las redes de paquetes..."

Su trabajo teórico en el campo del encaminamiento jerárquico, realizado a finales de los 70 con su estudiante Farouk Kamoun, juega un papel crítico en la actualidad en la operación de Internet.
Leonard Kleinrock ha sido galardonado con el Premio Fundación BBVA Fronteras del Conocimiento 2014 en la categoría de Tecnologías de la Información y la Comunicación “por su aportación seminal a la teoría y al desarrollo práctico de Internet”, según señala el acta del jurado.

## ARPANET e Internet
En 1969 ARPANET, la primera red de computadores electrónicas se estableció el 20 de octubre entre los nodos situados en el laboratorio de Kleinrock en la UCLA y el laboratorio de Douglas Engelbart en  SRI. El primer backbone fueron dos Procesadores de Mensajes de Interfaz (en inglés IMP) situados en ambos extremos. Además de SRI y UCLA, UCSB y la Universidad de Utah tomaron parte de la primera red de cuatro nodos. El 5 de diciembre de 1969 todos los nodos de la red estaban interconectados.
En 1988, Kleinrock encabezó un grupo que presentó el informe titulado Toward a National Research Network en el Congreso de los Estados Unidos. Este informe influyó en el entonces senador Al Gore que lo usó para desarrollar la Gore Bill o High Performance Computing Act of 1991 Archivado el 24 de enero de 2013 en Wayback Machine. que fue fundamental para el desarrollo de Internet durante los años 90. En particular, llevó directamente al desarrollo en 1993 del navegador web Mosaic, que fue subvencionado por la High-Performance Computing and Communications Initiative, un programa creado por la High Performance Computing Act of 1991.